# Comuna Kulciivți, Camenița
Kulciivți (în ucraineană Кульчіївці) este o comună în raionul Camenița, regiunea Hmelnîțkîi, Ucraina, formată din satele Furmanivka, Kalînea, Kulciivți (reședința) și Surjînți.

## Demografie
Componența lingvistică a comunei Kulciivți
     Ucraineană (98,92%)
     Alte limbi (1,03%)
Conform recensământului din 2001, majoritatea populației comunei Kulciivți era vorbitoare de ucraineană (98,92%), existând în minoritate și vorbitori de alte limbi.